# Sonata per a piano núm. 27 (Beethoven)
La Sonata per a piano núm 27, en mi menor, op. 90 de Ludwig van Beethoven fou composta l'estiu de 1814. Està dedicada al comte Moritz von Lichnowsky, un amic i benefactor i qui també va dedicar les Variacions heroiques. La sonata va ser publicada gairebé un any després, el juny de 1815, per la S.A. Steiner, després d'algunes correccions fetes per Beethoven.
Consta de dos moviments:
1. Mit Lebhaftigkeit und durchaus mit Empfindung und Ausdruck (Amb vitalitat, sentiment i expressivitat)
2. Nicht zu Geschwind und sehr singbar vorgetragen (No gaire ràpid i cantable)

Encara que la major part de les sonates per a piano de Beethoven segueixen una estructura de quatre moviments, aquesta obra es compon de només dos, i ambdós amb instruccions de caràcter en alemany. Algunes de les obres d'aquest període de Beethoven també incorporaven instruccions similars en alemany en lloc de les tradicionals paraules amb indicacions de caràcter en italià.
Dura aproximadament uns 13 minuts

## Audició
| Sonata per a piano núm. 27, op. 90 - 1r mov. Mit Lebhaftigkeit und durchaus mit Empfindung und Ausdruck |
| |
| Interpretació de Randolph Hokanson                                                                      |
| |
| Sonata per a piano núm. 27, op. 90 - 2n mov. Nicht zu geschwind und sehr singbar vorgetragen            |
| |
| Interpretació de Randolph Hokanson                                                                      |
| |